# Band Rotunda (Oamaru)

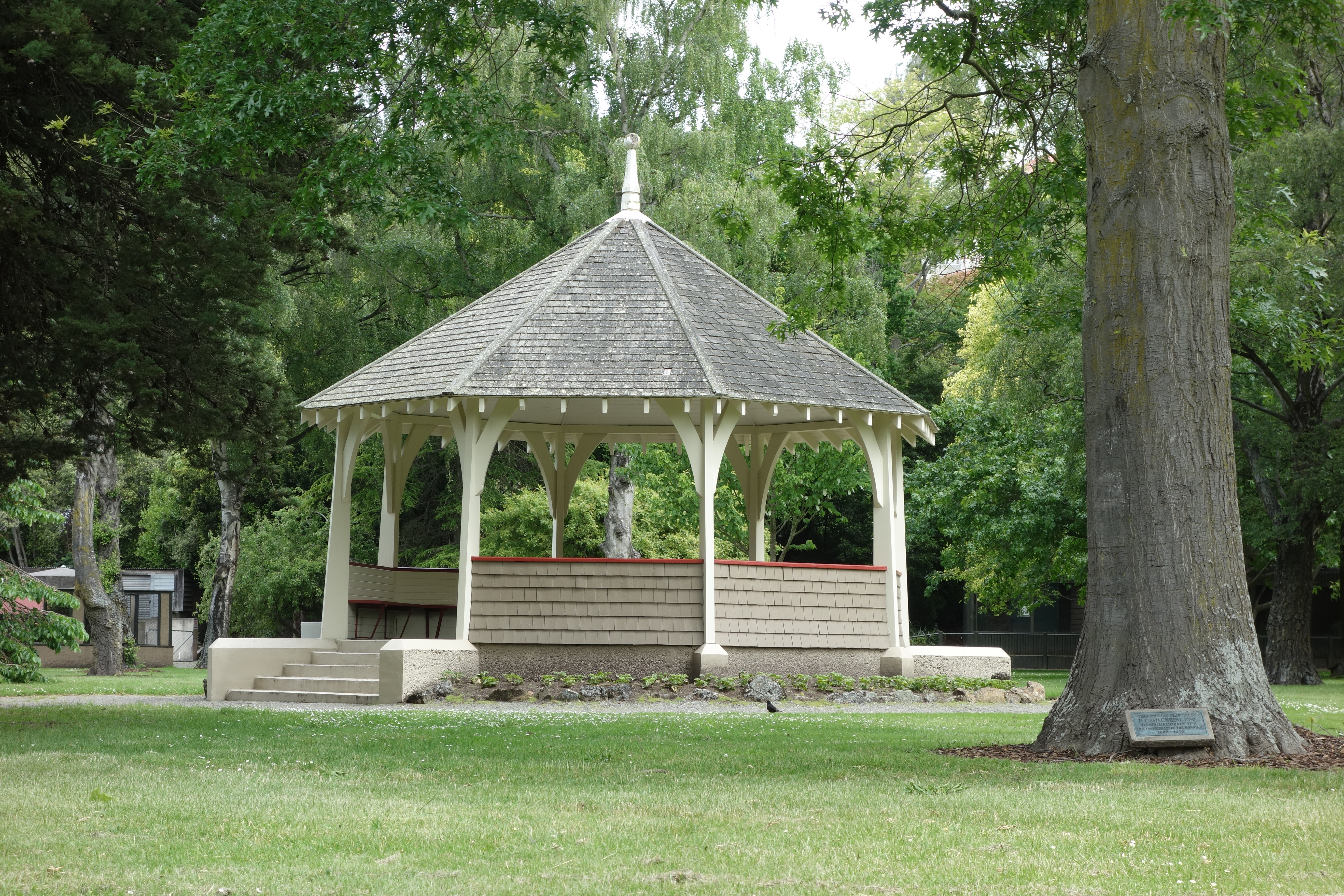
Band Rotunda im Oamaru Public Gardens

Band Rotunda (englisch „Konzertpavillon“) ist ein Baudenkmal in Oamaru in der Region Otago auf der Südinsel Neuseelands.
Es befindet sich in den an der Severn Street liegenden Oamaru Public Gardens. Der achteckige hölzerne Pavillon ist mit Schiefer gedeckt und besitzt im unteren Teil eine umlaufende Holzbeplankung. Er wurde 1915 durch den Oamaru Borough Council errichtet. Der Pavillon wird für Konzerte und für Wohltätigkeitsveranstaltungen benutzt.
Am 24. September 1994 wurde das ehemalige Lagerhaus vom New Zealand Historic Places Trust unter der Nummer 7154 als Denkmal der Kategorie 2 (Historic Place Category 2) eingestuft.
In der Parkanlage befinden sich weiterhin die Baudenkmale Wonderland Statue, Elderslie Gazebo, Craig Fountain, Japanese Red Bridge und Display House.